# Aemilia crassa
Aemilia crassa là một loài bướm đêm thuộc phân họ Arctiinae, họ Erebidae.